# Maison tournaisienne
 (juin 2021).
Si vous disposez d'ouvrages ou d'articles de référence ou si vous connaissez des sites web de qualité traitant du thème abordé ici, merci de compléter l'article en donnant les références utiles à sa vérifiabilité et en les liant à la section « Notes et références ».

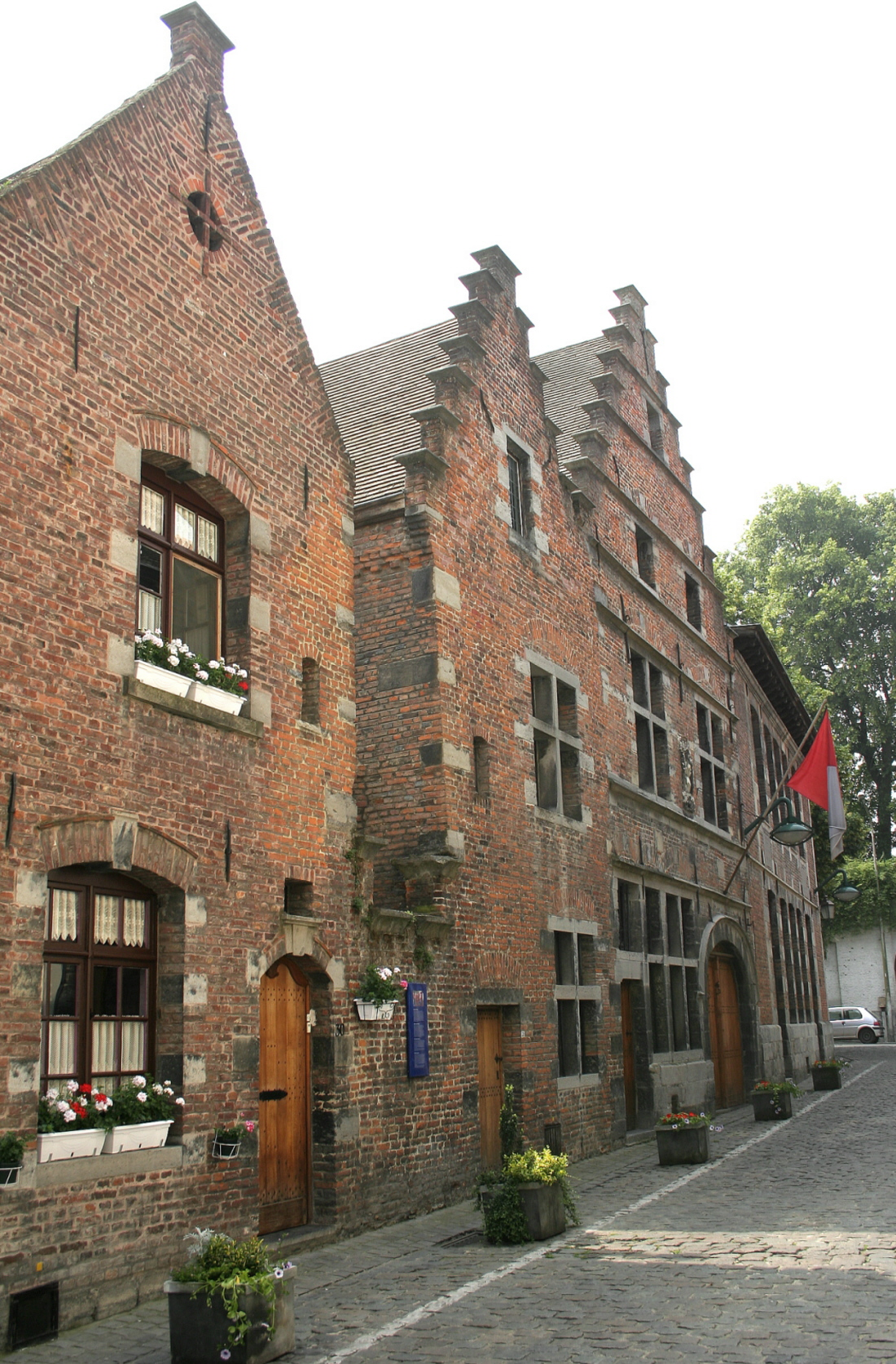
musée du folklore, maison tournaisienne

Le Musée de Folklore et des Imaginaires autrefois la Maison tournaisienne occupe depuis 1930 une bâtisse typique du XVIIe siècle, située dans une ruelle adjacente à la grand-place de Tournai en Belgique.
Des scènes de la vie quotidienne en ville comme à la campagne sont reconstituées. Le folklore, l'ambiance d'un temps passé et pourtant proche transparaît à travers un artisan en plein travail, un chœur d'une chapelle, des déguisements de carnaval ou encore un cabaret.
Dans les nombreuses pièces, qui couvrent un total de plus de 1000 m², des vitrines exposent les objets révélateurs des us et coutumes des siècles précédents. Au premier étage, une maquette aux dimensions importantes représente la ville de Tournai en 1701.

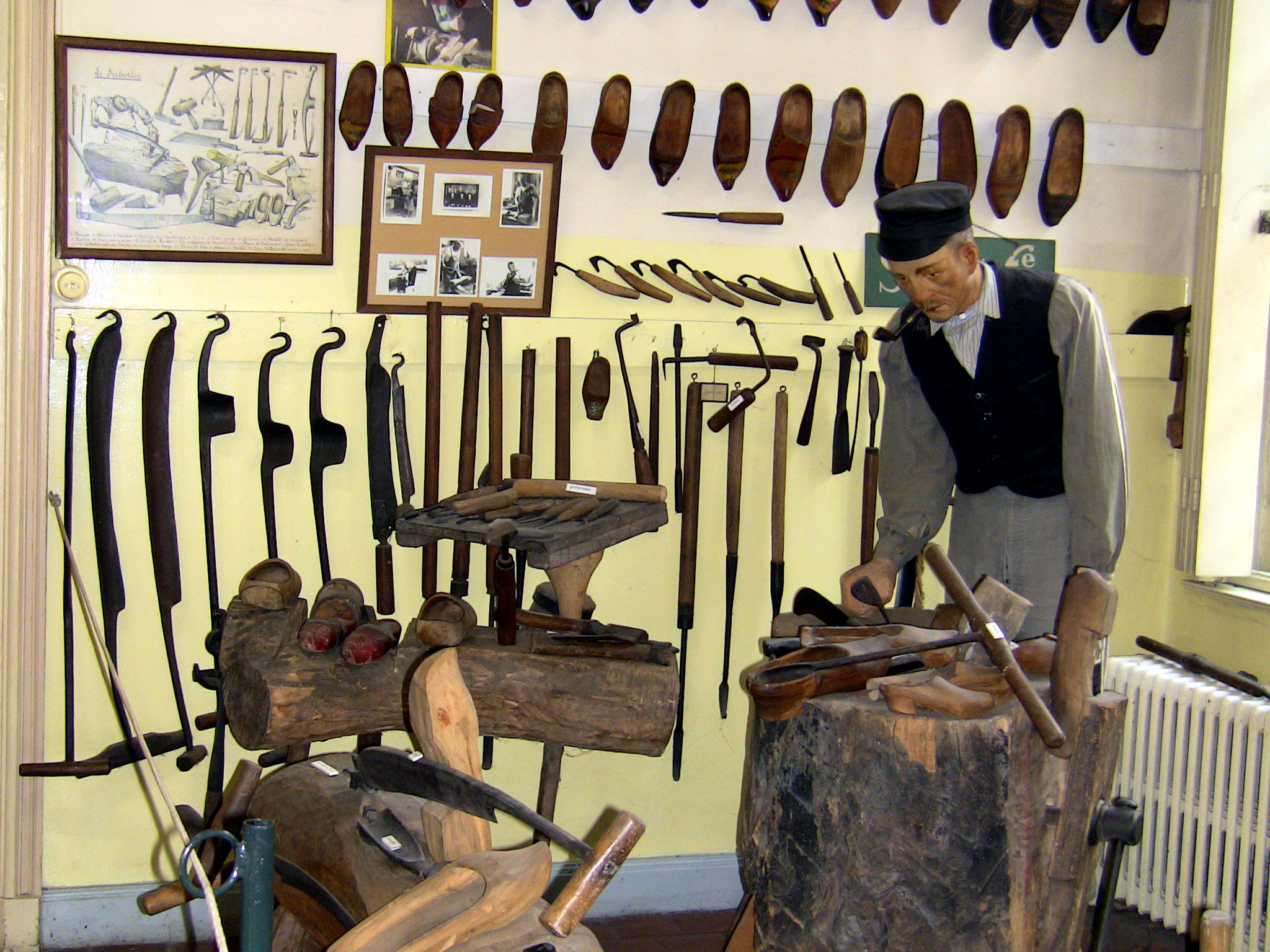
Reproduction d'une scène de vie
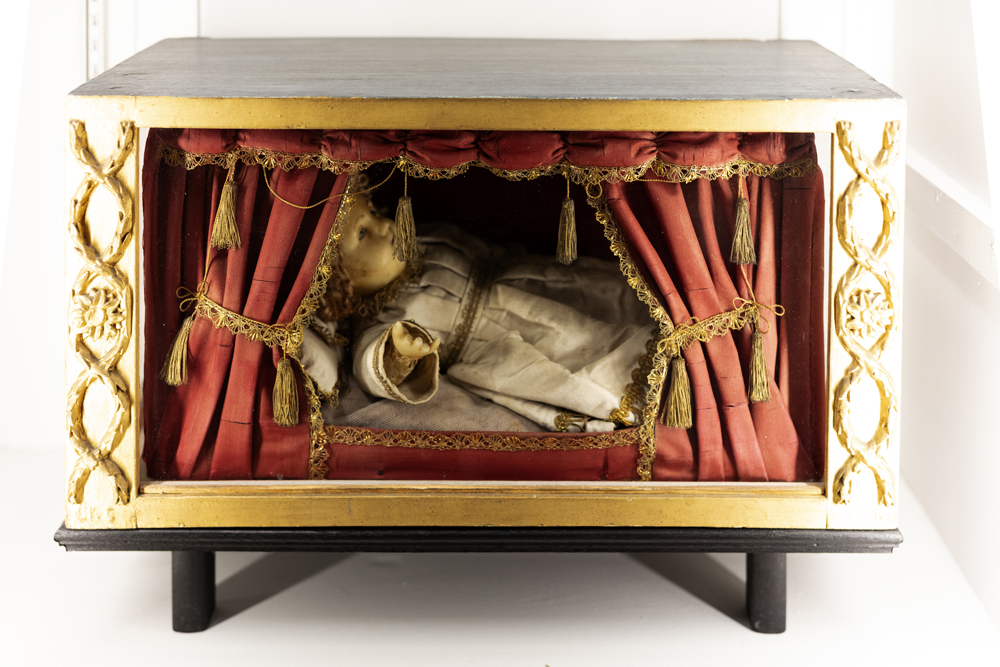
Caisse avec poupée de bébé
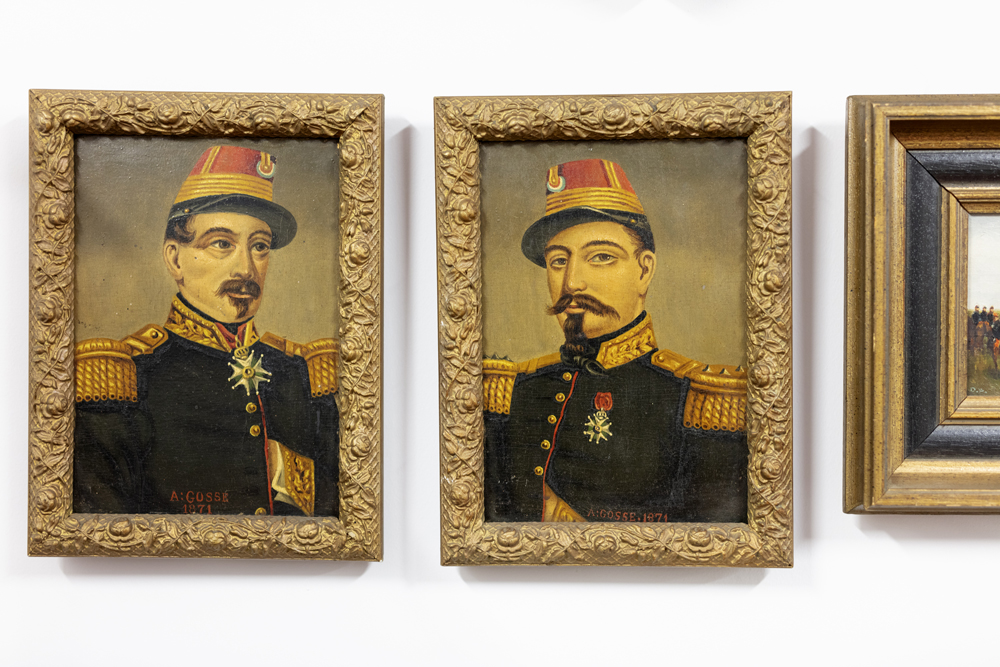
Policier
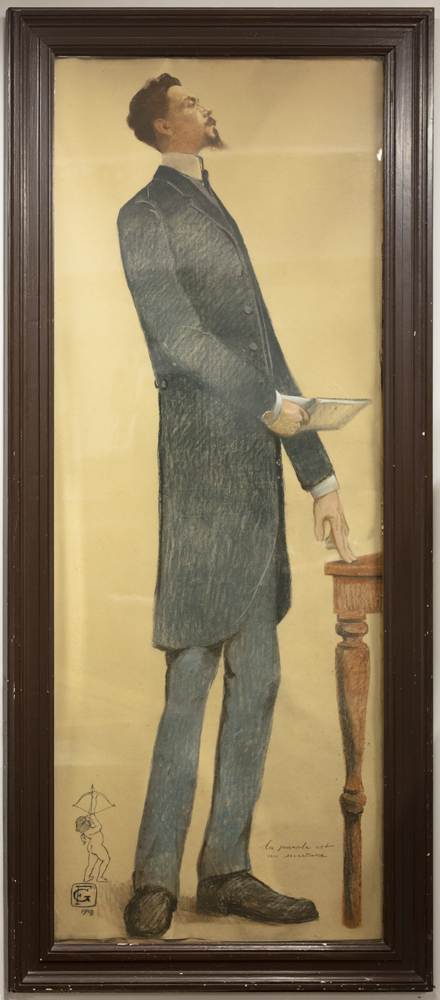
Achille Viart
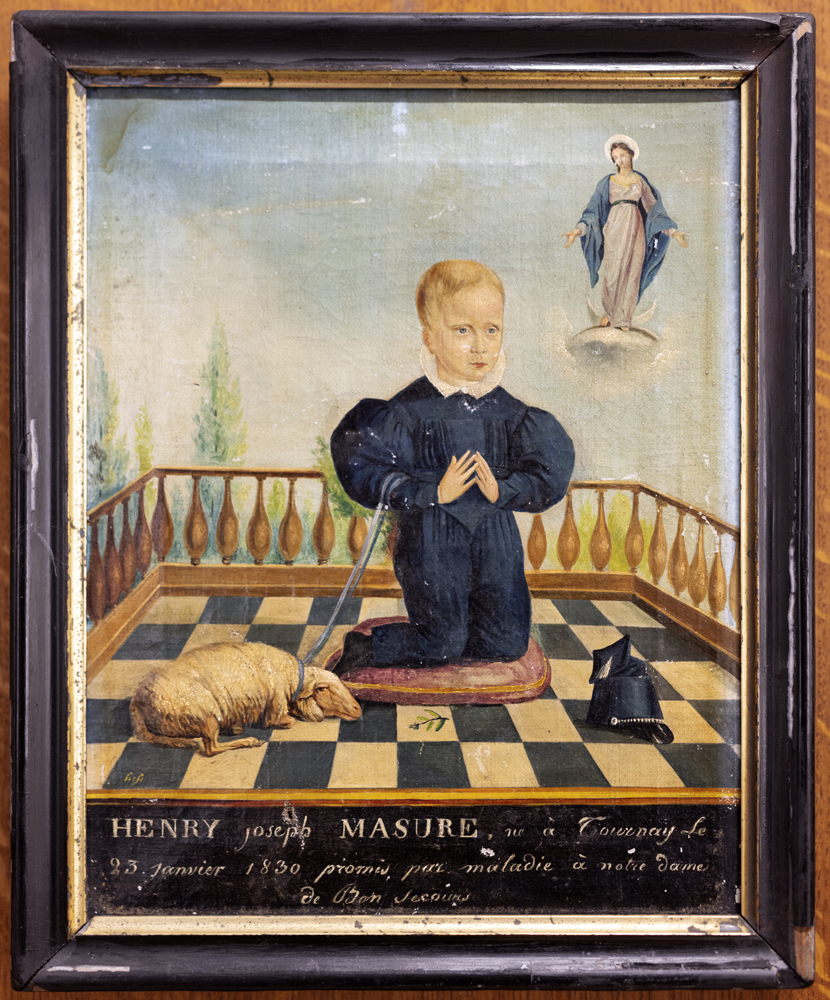
Henry Masure